# Maria Grazia Ciani
Maria Grazia Ciani (Pola, 21 maggio 1940) è una grecista, traduttrice e scrittrice italiana.

## Biografia
Dopo aver lasciato l'Istria nell'esodo giuliano-dalmata nel 1945, si è trasferita in Veneto con la famiglia. Ha studiato a Venezia e a Padova, dove si è laureata in Letteratura greca nel 1962, con Carlo Diano come relatore. Dal 1980 ha insegnato Lingua e civiltà greca e Storia della tradizione classica presso l'Università di Padova.
È conosciuta soprattutto per le sue traduzioni in prosa dell'Iliade (1990) e dell'Odissea (1994) di Omero e per la traduzione della Biblioteca (1996) di Apollodoro, tutte più volte ristampate, ma anche per quelle di tragedie di Sofocle ed Euripide e delle Lettere di Platone (2002). La sua traduzione dell'Iliade le valse il Premio Mondello nel 1991.
È stata sposata con il latinista Emilio Pianezzola.

## Opere principali

### Romanzi
- Storia di Argo, Venezia, Marsilio, 2006.
- La morte di Penelope, Venezia, Marsilio, 2019.

### Traduzioni
- Omero, Iliade, Venezia, Marsilio, 1990.
- Omero, Odissea, Venezia, Marsilio, 1994.
- Apollodoro, I miti greci, Milano, Mondadori, Fondazione Lorenzo Valla, 1996.
- Euripide, Medea, Venezia, Marsilio, 1997.
- Sofocle, Aiace, Venezia, Marsilio, 1999.
- Sofocle, Edipo re, Venezia, Istituto veneto di scienze lettere ed arti, 2007.
- Platone, Lettere, Milano, Mondadori,  Fondazione Lorenzo Valla, 2002.

### Curatele
- Variazioni sul mito. Euripide, Seneca, Grillparzer, Alvaro: "Medea" , Venezia, Marsilio, 1999.
- Variazioni sul mito. Sofocle, Anouilh, Brecht: "Antigone" , Venezia, Marsilio, 2001.
- Variazioni sul mito. Euripide, Seneca, Racine, d'Annunzio: "Fedra", Venezia, Marsilio, 2003.
- Variazioni sul mito. Virgilio, Ovidio, Poliziano, Rilke, Cocteau, Pavese, Bufalino: "Orfeo", Venezia, Marsilio, 2004.
- Variazioni sul mito. Omero, Dante, Tennyson, Pascoli, Dallapiccola: "Il volo di Ulisse", Venezia, Marsilio, 2014.

### Saggi
- Lexicon zu Lycophron, Hildesheim, Olms, 1975.
- Psicosi e creatività nella scienza antica, Venezia, Marsilio, 1983.
- Le porte del mito. Il mondo greco come un romanzo, Venezia, Marsilio, 2020.